# Kurt Moll
Pour les articles homonymes, voir Moll.
Répertoire
Richard Wagner, Wolfgang Amadeus Mozart, Richard Strauss
Kurt Moll, né le 11 avril 1938 à Buir près de Kerpen et mort le 5 mars 2017 à Cologne, est une basse allemande.

## Biographie
Kurt Moll naît le 11 avril 1938 à Buir. D'abord violoncelliste d'orchestre, il se tourne finalement vers le chant qu'il étudie au conservatoire de Cologne. À vingt ans, il est engagé à l'Opéra de Cologne jusqu'en 1961, puis il débute à Aix-la-Chapelle où il chante jusqu'en 1965. Il est ensuite engagé à l'Opéra de Sarrebruck et se produit sur plusieurs scènes allemandes, dont Mayence, l'Opéra de Hambourg, où il devient membre permanent de la troupe. Dès lors commence sa carrière internationale, qui le conduit d'abord à l'Opéra de Vienne, à l'Opéra de Paris (où il débute en 1972 dans Les Noces de Figaro et Parsifal), à la Scala de Milan (où il triomphe la même année comme Osmin), et à partir de 1974 au Covent-Garden de Londres, au Colón de Buenos Aires, au Liceu de Barcelone...
Il est invité régulièrement au Festival de Bayreuth à partir de 1968, se produisant d'abord dans le rôle du veilleur de nuit (Les Maîtres chanteurs de Nuremberg), puis dans ceux de Fafner (L'Anneau du Nibelung ), Marke (Tristan et Isolde) et Pogner (Les Maîtres chanteurs), et c'est comme interprète wagnérien qu'il va se faire connaître dans le monde entier, en particulier dans le rôle du roi Marke (Tristan et Isolde), qu'il chante à partir de 1974 à Bayreuth, et qu'il enregistrera sous la baguette de Carlos Kleiber en 1982 (DG), livrant une interprétation « pétrie d'humanité ». 
À partir de 1973, il devient également un habitué du Festival de Salzbourg, où il chante de nombreux rôles, comme Osmin (L'Enlèvement au sérail), le Commandeur (Don Giovanni), le Roi (Aida), Bartolo (Les Noces de Figaro), Sénèque (L'incoronazione di Poppea), et surtout deux de ses plus fameuses incarnations : Sarastro (La Flûte enchantée) et le baron Ochs (Le Chevalier à la rose) - un de ses rôles fétiches, dont une version à l'Opéra de Vienne (1994) avec Carlos Kleiber existe en DVD (DG) (mise en scène de Otto Schenk). 
En 1975, il reçoit le titre de Kammersänger à l'Opéra de Hambourg et à l'Opéra de Munich en 1978.
En 1974 il débute aux États-Unis, à San Francisco, dans Parsifal (rôle de Gurnemanz qu'il enregistre à trois reprises : en 1980 avec Rafael Kubelík, en 1981 avec Herbert von Karajan et en 1992 avec James Levine), puis en 1979 au Metropolitan Opera où il interprète dans la même saison le landgrave (Tannhäuser), Rocco (Fidelio) et Sparafucile (Rigoletto).
Sollicité par les plus grandes scènes du monde, il se produit sous la direction de prestigieux chefs d'orchestre (Karl Böhm, Herbert von Karajan, Wolfgang Sawallisch, Lorin Maazel, Georg Solti, Zubin Mehta, Rafael Kubelík, Carlos Kleiber, James Levine), avec des metteurs en scène de renom (Jean-Pierre Ponnelle, Otto Schenk, Giorgio Strehler). Parallèlement à la scène lyrique, il mène une carrière de concertiste (oratorio et lied), et participe également à la création d'œuvres de compositeurs allemands comme Günter Bialas (Des gestifelte Kater, rôle du Roi, 1975), Detlev Müller-Siemens (Genoveva oder Die weiße Hirschkuh, rôle de Wilhelm II, 1978).
À partir de 1992, il enseigne au conservatoire de Cologne, et donne sa dernière représentation en 2006, se retirant de la scène pour raison de santé.
Sa discographie est très vaste, comprenant plus d'une centaine d'enregistrements, parmi lesquels Wagner tient une place de choix. « Authentique voix de basse profonde [...] Kurt Moll est doté d'un timbre caverneux dans la lignée d'un Martti Talvela et d'un Gottlob Frick, mais sans le mordant violent ni les couleurs rocailleuses auxquelles on associe généralement ce type de voix. » Ainsi, même dans les rôles les plus noirs (Hunding, par exemple, dans La Walkyrie), il conserve un velouté particulier et jusqu'à la fin de sa carrière, il sut préserver cette « voix d'une couleur et d'une profondeur inouïes, au legato somptueux », qui rappelle notamment les qualités de Ludwig Weber.

## Discographie sélective
- L'Enlèvement au sérail avec Karl Böhm et Georg Solti
- Les Noces de Figaro avec Georg Solti, Nikolaus Harnoncourt
- Don Giovanni avec Georg Solti
- La Flûte enchantée avec Wolfgang Sawallisch, Alain Lombard, Colin Davis
- La Création avec Antal Dorati, Leonard Bernstein
- Fidelio avec Bernard Haitink et Karl Böhm
- Le Freischütz avec Rafael Kubelik, Nikolaus Harnoncourt
- Die lustigen Weiber von Windsor avec Bernhard Klee
- La Force du destin avec James Levine
- Le Vaisseau fantôme avec Herbert von Karajan
- Tannhäuser avec Bernard Haitink
- Lohengrin avec Claudio Abbado
- Tristan et Isolde avec Carlos Kleiber
- Les Maîtres Chanteurs de Nuremberg avec Georg Solti
- La Walkyrie avec Marek Janowski
- L'Anneau du Nibelung avec James Levine, Wolfgang Sawallisch
- Parsifal avec Rafael Kubelik, Herbert von Karajan, James Levine
- Le Chevalier à la rose avec Herbert von Karajan, Andew Davis, Carlos Kleiber
- L'Ange de Feu avec Neeme Järvi
- Tsar et Charpentier avec Heinz Fricke
- Balladen de Carl Loewe avec Cord Garben
- "Te Deum H.146 & Magnificat H.74 de Marc-Antoine Charpentier avec Neville Mariner

## Sources
- Dictionnaire encyclopédique Wagner, sous la direction de Timothée Picard, Arles, Actes Sud / Paris, Cité de la musique, 2010.
- L’Univers de l’opéra. Œuvres, scènes, compositeurs, interprètes, sous la direction de Bertrand Dermoncourt, Paris, Robert Laffont, coll. « Bouquins », 2012.
- Le Nouveau Dictionnaire des interprètes, sous la direction de Alain Pâris, Paris, Robert Laffont, coll. « Bouquins », 2015.
- (en) Alan Blyth, « Moll, Kurt », dans Grove Music Online, Oxford University Press, 2001 (ISBN 9781561592630, lire en ligne)